# Baetidae
Baetidae je čeleď dvoukřídlých jepic (Ephemeroptera). Jedná se o druhově nejbohatší čeleď jepic, jejíž zástupci jsou rozšířeni téměř po celém světě, s výjimkou Antarktidy a Nového Zélandu. Zástupci této čeledi patří k nejmenším jepicím, délka jejich těla jen zřídka přesahuje 10 mm. Na zadečku mají dva dlouhé cerci. Většina druhů v této čeledi má přední křídla dlouhá, oválná, málo žilkovaná. Zadní křídla jsou většinou výrazně menší či úplně redukovaná. Samci často mají velmi velké oči. Rozmnožují se ve vodách jezer, potoků i v drobných kalužích a jiných zdrojích sladkovodní vody. Nymfy se živí převážně řasami.

## Morfologie
Zástupci čeledi Baetidae jsou malé až středně velké jepice s délkou předních křídel mezi 2 až 12 mm. Dospělci tvarem svého těla připomínají jiné jepice. Tvar očí dospělých samců je však typický pouze pro tuto čeleď. Složené oči jsou rozděleny na dvě samostatné části, z nichž jeden pár směřuje do strany a druhý nahoru. Poloha sutury je obtížněji rozpoznatelná, ale má systematický význam. Epikraniální sutura probíhá před laterálními ocelli. Dospělci mají hyalinní křídla bez skvrn. Zadní křídla jsou vždy výrazně menší než přední a u řady druhů jsou zcela redukována.
První tarzální článek dospělců je nepohyblivě srostlý s tibií. U samců mají tarsi na předních končetinách dva nestejně vypadající drápky, z nichž jeden je špičatý a srpovitý a druhý tupý. Abdominální část má protáhlý válcovitý tvar. Na zadní části těla mají dva dlouhé cerci. Typickým znakem této čeledi je, že párové pářící orgány samců nejsou sklerotizované.
Larvy této čeledi mají zaoblené, kapkovité tělo, takže mohou dobře plavat. Mají tři ocasní cerci, z nichž prostřední je stejně dlouhý nebo znatelně kratší než postranní dva. U evropských druhů mají postranní cerci lem z jemných štětinek, u některých rodů však chybí. Na abdominální straně mají sedm párů oválných, obvykle mírně zašpičatělých, pohyblivých žaberních listů, kterými prochází vzdušnice. U některých rodů jsou žaberní listy, s výjimkou posledního páru, zdvojené.
Hypognatum larev má dlouhá tykadla, která jsou delší než hlava. Labrum je uprostřed zúžené, levá mandibula má pohyblivou, dlouhou protézu, která je na špičce ozubená.

## Ekologie
Larvy žijí ve všech typech vod, především však obývají sladkovodní toky. Méně druhů žije i ve stojatých sladkovodních vodách. Většinou žijí na dně. Například rody Beatis a Acentrella žijí ve střední Evropě téměř výhradně na dně, kde se plazí po substrátu, ostatní rody mají larvy nadnášené vodou. Plovoucí formy se vyskytují pouze v pomalu tekoucích nebo stojatých vodách. Většina evropských druhů spásá biofilm nebo perifyton, který je tvořen řasami a bakteriemi a pokrývá kameny či jiné tvrdé substráty nebo se živí měkkou částečně rozloženou organickou hmotou (detritem), a to zejména odumřelými zbytky rostlin. V jiných regionech je jejich způsob života rozmanitější. V Jižní Americe jsou známé např. dravé rody (Harpagobaetis), filtrující rody (Chane) či na vodopády se specializující rody Mayobaetis a Spiritops.
Dospělci žijí pouze krátce a nepřijímají potravu. Kopulace probíhá za letu, několik druhů se rozmnožuje i partenogeneticky. Samičky většinou kladou vajíčka pod vodu, na spodní stranu kamenů a podobně. Některé druhy, jako je Cloeon dipterum, jsou vejcoživorodí. Kladou vajíčka do vody za letu, mladé larvy se líhnou okamžitě, obvykle dříve, než vajíčko klesne na dno.

## Fylogeneze
Pozice čeledi Baetidae v rámci jepic není zcela potvrzena. Většina vědců považuje tuto čeleď za parafyletickou. Dříve byla používána nadčeleď Baetoidea, ale ani ta není v novějších výzkumech podporována. Podle výzkumů založených na morfologickém a molekulárním základě, založených na srovnání homologních sekvencí DNA, se Baetidae řadí na bazální pozici jepic. V ranějších molekulárních studiích byla čeleď Baetidae dokonce po nějakou dobu považována za nejprimitivnější skupinu, přičemž všechny ostatní čeledi patřily do sesterské skupiny. Podle novějších zjištění je za nejprimitivnější skupinu považována monotypická čeleď Siphluriscidae s jediným druhem Siphluriscus chinensis. Pozice malé čeledi Isonychiidae je nejasná.
Čeleď Baetidae se často dělí na podčeledi Baetinae a Cloeoninae, avšak jejich monofylie nebyla prokázána. Rozdělení čeledi na základě morfologických charakteristik je obtížné, protože řada znaků vykazuje vysoký stupeň homoplazie.

## Systematika
Rody řazené do čeledi Baetidae:
- Acanthiops Waltz a McCafferty, 1987
- Acentrella Bengtsson, 1912
- Acerobiella Gattolliat, 2012
- Acerpenna Waltz a McCafferty, 1987
- Adebrotus Lugo-Ortiz a McCafferty, 1995
- Adnoptilum Gattolliat a Monaghan, 2010
- Afrobaetodes Demoulin, 1970
- Afroptilum Gillies, 1990
- Alainites Waltz, McCafferty a Thomas, 1994
- Americabaetis Kluge, 1992
- Anafroptilum Kluge, 2011
- Andesiops Lugo-Ortiz a McCafferty, 1999
- Apobaetis Day, 1955
- Asiobaetodes Gattolliat, 2012
- Aturbina Lugo-Ortiz a McCafferty, 1996
- Baetiella Uéno, 1931
- Baetis Leach, 1815
- Baetodes Needham a Murphy, 1924
- Baetopus Keffermüller, 1960
- Barbaetis Waltz a McCafferty, 1985
- Barnumus McCafferty a Lugo-Ortiz, 1998
- Bernerius Waltz a McCafferty, 1987
- Branchiobaetis Kaltenbach, Kluge a Gattolliat, 2022
- Bugilliesia Lugo-Ortiz a McCafferty, 1998
- Bungona Harker, 1957
- Callibaetis Eaton, 1881
- Camelobaetidius Demoulin, 1966
- Centroptiloides Lestage, 1918
- Centroptilum Eaton, 1869
- Chane Nieto, 2003
- Cheleocloeon Wuillot a Gillies, 1994
- Chopralla Waltz a McCafferty, 1987
- Cloeodes Traver, 1938
- Cloeon Leach, 1815
- Corinna Dominique a Thomas in Dominique, Thomas a Horeau, 2005
- Corinnella Thomas a Dominique, 2006
- Crassabwa Lugo-Ortiz a McCafferty, 1996
- Cryptonympha Lugo-Ortiz a McCafferty, 1998
- Cymbalcloeon Suttinun, Gattolliat a Boonsoong, 2020
- Dabulamanzia Lugo-Ortiz a McCafferty, 1996
- Deceptiviosa Lugo-Ortiz a McCafferty, 1999
- Delouardus Lugo-Ortiz a McCafferty, 1999
- Demoreptus Lugo-Ortiz a McCafferty, 1997
- Demoulinia Gillies, 1990
- Dicentroptilum Wuillot a Gillies, 1994
- Diphetor Waltz a McCafferty, 1987
- Echinobaetis Mol, 1989
- Echinopus Gattolliat, 2002
- Edmulmeatus Lugo-Ortiz a McCafferty, 1997
- Edmundsiops Lugo-Ortiz a McCafferty, 1998
- Fallceon Waltz a McCafferty, 1987
- Glossidion Lugo-Ortiz a McCafferty, 1998
- Gratia Thomas, 1992
- Guajirolus Flowers, 1985
- Guloptiloides Gattolliat a Sartori, 2000
- Harpagobaetis Mol, 1986
- Herbrossus McCafferty a Lugo-Ortiz, 1998
- Heterocloeon McDunnough, 1925
- Iguaira Salles a Lugo-Ortiz, 2003
- Indobaetis Müller-Liebenau a Morihara, 1982
- Indocloeon Müller-Liebenau, 1982
- Jubabaetis Müller-Liebenau, 1980
- Kirmaushenkreena McCafferty, 2011
- Kivua Lugo-Ortiz a McCafferty, 1997
- Kivuiops Lugo-Ortiz a McCafferty, 2007
- Labiobaetis Novikova a Kluge, 1987
- Liebebiella Waltz a McCafferty, 1987
- Lugoiops McCafferty a Baumgardner, 2003
- Macuxi Cruz, Salles, Hamada a Falcão, 2020
- Madaechinopus Gattolliat a Jacobus, 2010
- Mayobaetis Waltz a McCafferty, 1985
- Maliqua Lugo-Ortiz a McCafferty, 1997
- Matsumuracloeon Hubbard, 1989
- Megabranchiella Phlai-ngam a Tungpairojwong, 2022
- Mesobaetis Brauer, Redtenbacher a Gangibauer, 1889†
- Micksiops McCafferty, Lugo-Ortiz a Barber-James, 1997
- Monocentroptilum Kluge, 2018[11]
- Moribaetis Waltz a McCafferty, 1985
- Mutelocloeon Gillies a Elouard, 1990
- Mystaxiops McCafferty a Sun, 2005
- Nanomis Lugo-Ortiz a McCafferty, 1999
- Nesoptiloides Demoulin, 1973
- Nesydemius Lugo-Ortiz a McCafferty, 1998
- Nigrobaetis Novikova a Kluge, 1987
- Offadens Lugo-Ortiz a McCafferty, 1998
- Ophelmatostoma Waltz a McCafferty, 1987
- Palaeocloeon Kluge, 1997†
- Papuanatula Lugo-Ortiz a McCafferty, 1999
- Paracloeodes Day, 1955
- Parakari Nieto a Derka, 2011
- Peuhlella Lugo-Ortiz a McCafferty, 1998
- Platybaetis Müller-Liebenau, 1980
- Plauditus Lugo-Ortiz a McCafferty, 1998
- Potamocloeon Gillies, 1990
- Prebaetodes Lugo-Ortiz a McCafferty, 1996
- Procerobaetis Kaltenbach a Gattolliat, 2020
- Procloeon Bengtsson, 1915
- Promatsumura Hubbard, 1988
- Pseudocentroptiloides Jacob, 1986
- Pseudocentroptilum Bogoescu, 1947
- Pseudocloeon Klapálek, 1905
- Pseudopannota Waltz a McCafferty, 1987
- Raptobaetopus Müller-Liebenau, 1978
- Rheoptilum Gattolliat, 2001
- Rhithrocloeon Gillies, 1985
- Rivudiva Lugo-Ortiz a McCafferty, 1998
- Scutoptilum Gattolliat, 2002
- Securiops Jacobus, McCafferty a Gattolliat, 2006
- Spiritiops Lugo-Ortiz a McCafferty, 1998
- Susua Lugo-Ortiz a McCafferty, 1998
- Symbiocloeon Müller-Liebenau, 1979
- Takobia Novikova a Kluge, 1987
- Tanzaniops McCafferty a Barber-James, 2005
- Tenuibaetis Kang a Yang in Kang, Chang a Yang, 1994
- Thraulobaetodes Elouard a Hideux, 1991
- Tomedontus Lugo-Ortiz a McCafferty, 1995
- Tupiara Salles, Lugo-Ortiz, Da-Silva a Francischetti, 2003
- Varipes Lugo a McCafferty, 1998
- Waltzoyphius McCafferty a Lugo-Ortiz, 1995
- Waynokiops Hill, Pfeiffer a Jacobus, 2010
- Xyrodromeus Lugo-Ortiz a McCafferty, 1997
- Zelusia Lugo-Ortiz a McCafferty, 1998

## Fotogalerie

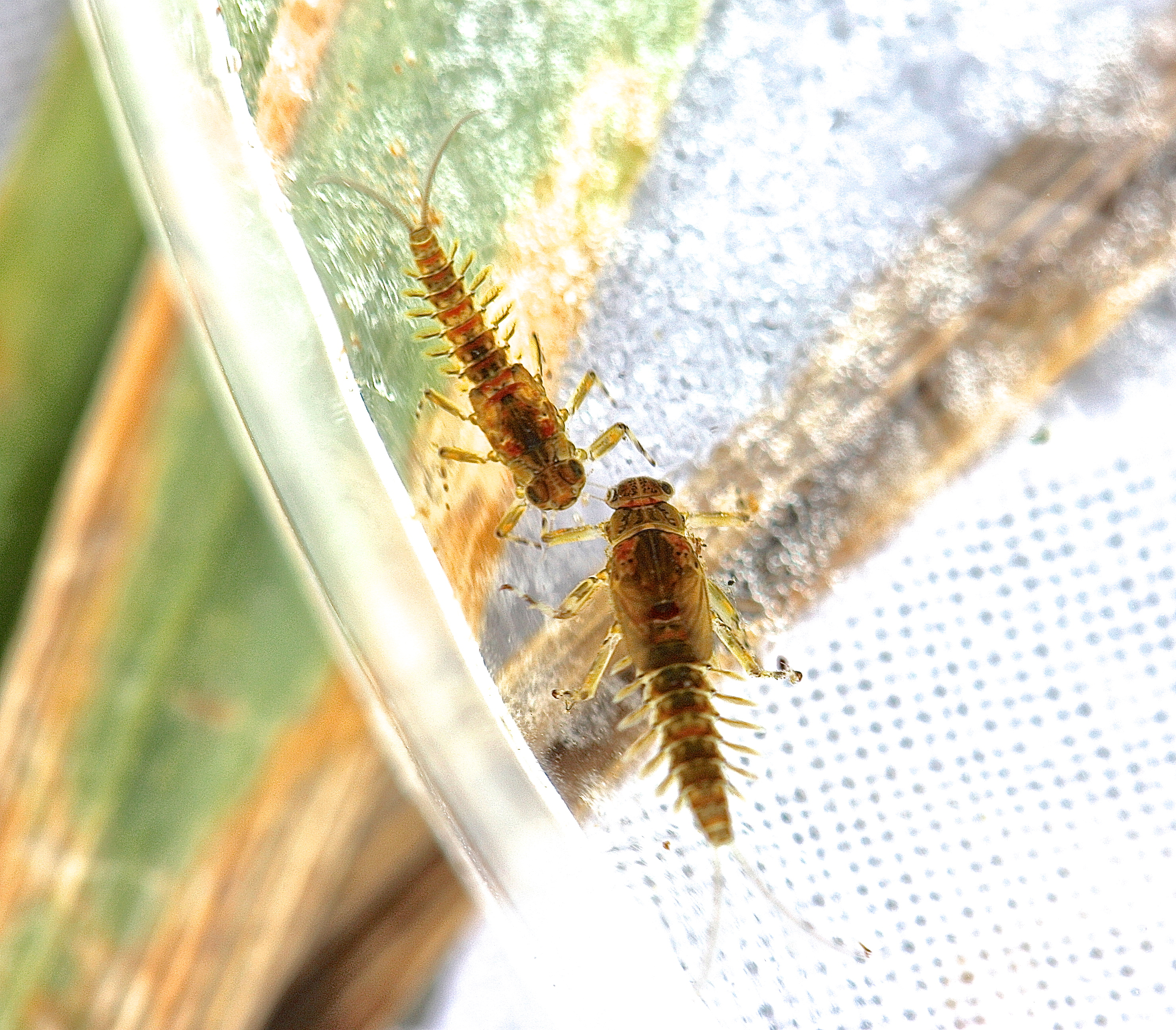
Nymfy Acentrella nadineae
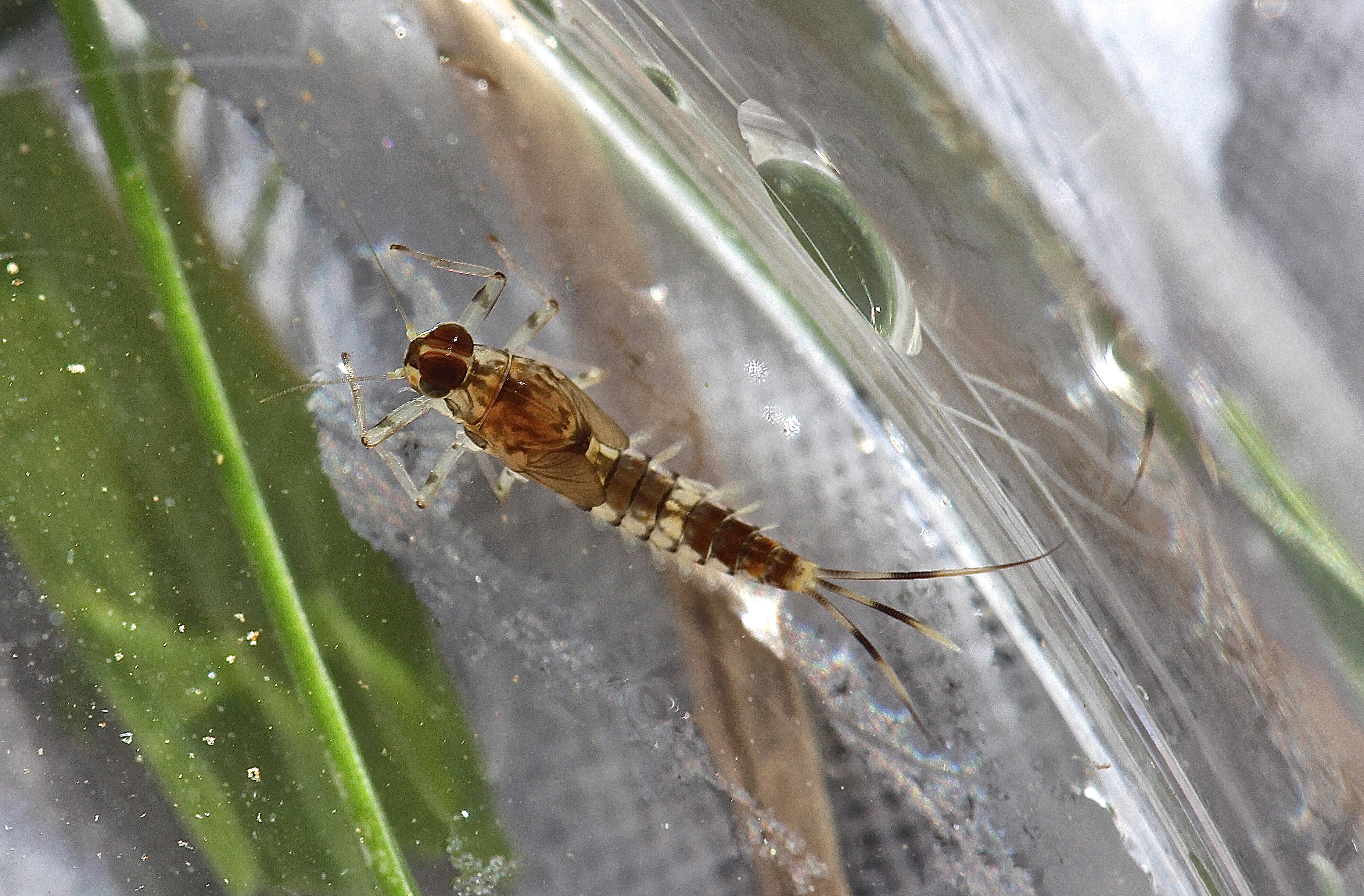
Nymfa Baetis pluto
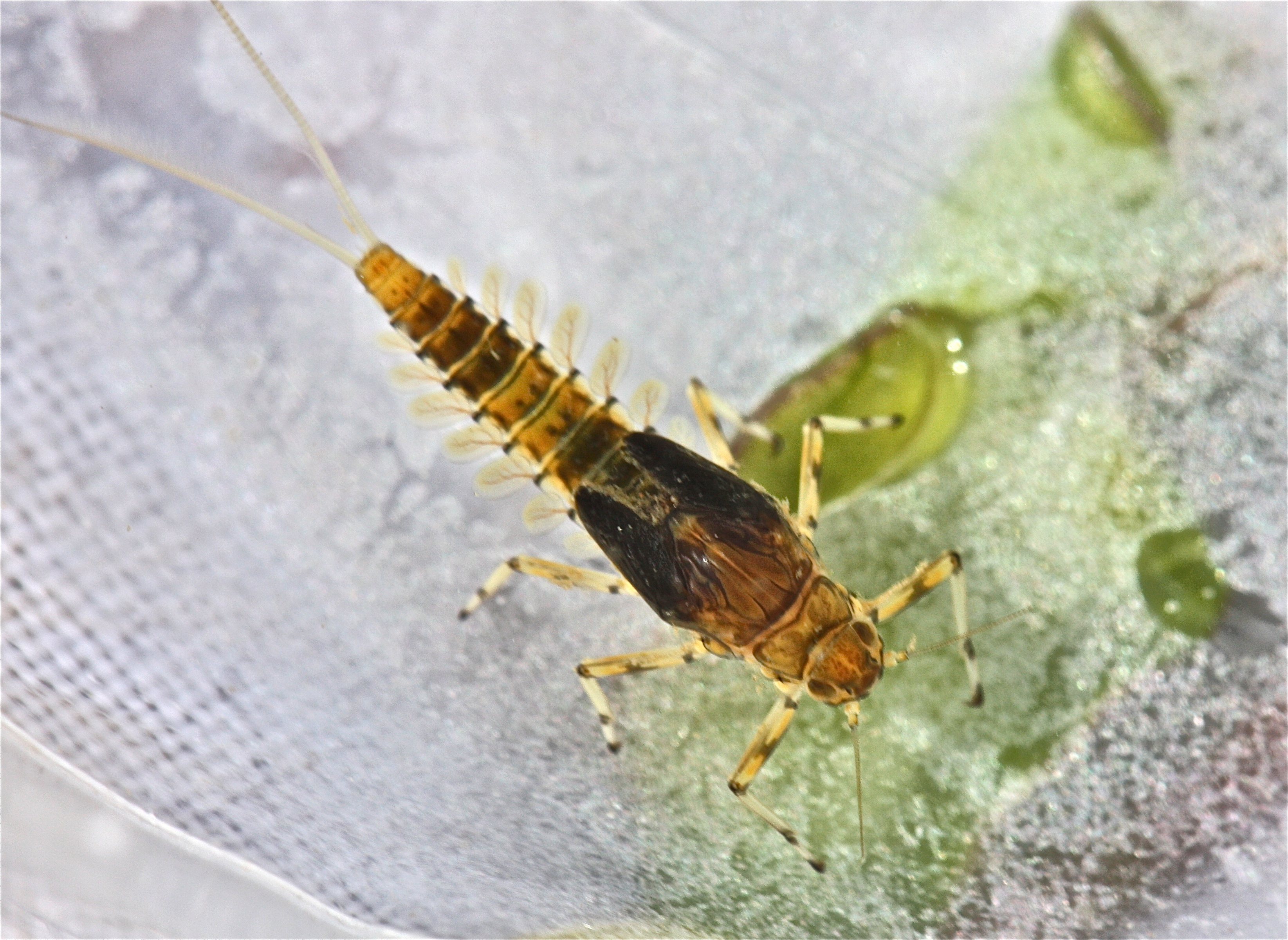
Nymfa Heterocloeon amplum
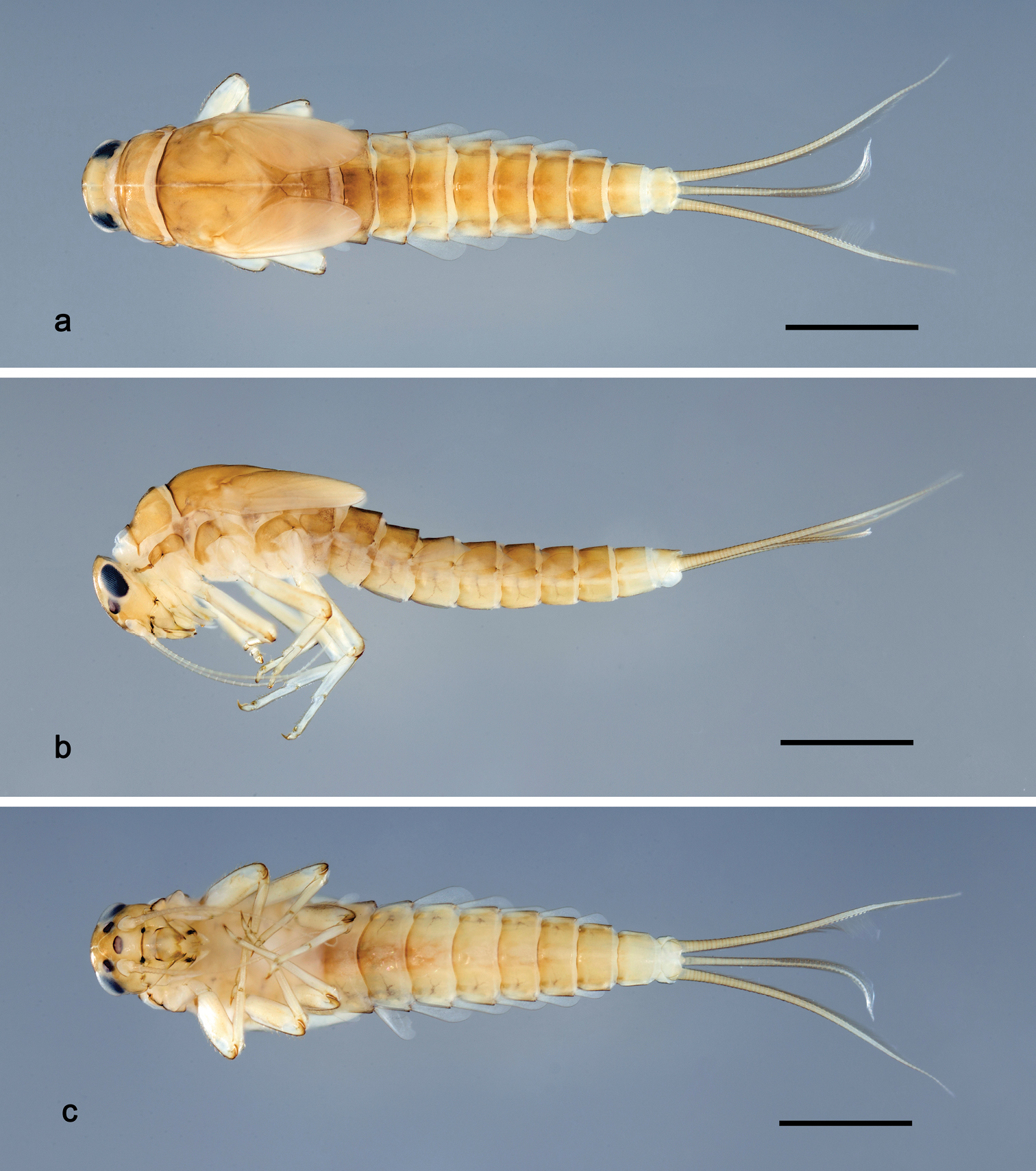
Tenuibaetis fujitanii